# Love Gets Me Every Time
Love Gets Me Every Time è un singolo della cantante canadese Shania Twain, pubblicato nel 1997 ed estratto dall'album Come on Over.

## Recensioni
Il brano ricevette recensioni prevalentemente positive. Alanna Nash di Entertainment Weekly scrisse che "Love Gets Me Every Time" seguiva la formula di successo delle precedenti hit della Twain, con una parte vocale vellutata e una sovrastruttura contagiosa. Deborah Evans Price di Billboard scrisse che la canzone aveva il maggior potenziale come singolo, prevedendo che avrebbe "scalato le classifiche". Aggiunse: "Il testo è spensierato, l'interpretazione in fin dei conti è una questione di gusti, e, come sempre, è la produzione a farla da padrona". Matt Bjorke di About.com selezionò il brano tra i migliori di Come On Over. Recensendo il Greatest Hits di Shania Twain, Nick Reynolds della BBC descrisse il brano come "contagiosamente gioioso", e lo usò come esempio di come la Twain e Lange avessero "alzato il livello" con l'album Come On Over.

## Tracce
1. Love Gets Me Every Time (Album Version) – 3:33
2. Love Gets Me Every Time (Instrumental) – 3:38
3. Love Gets Me Every Time (Radio Edit) – 3:33

## Video
Il videoclip della canzone è stato diretto da Timothy White e girato a New York City.